# Corinthians-Itaquera
Corinthians-Itaquera è un polo d'interscambio nella metropoli brasiliana di San Paolo che riunisce nello stesso spazio una stazione della metropolitana, una stazione dei treni CPTM e un capolinea degli autobus SPTrans. Prende il nome dal distretto di Itaquera, San Paolo, vicino all'Arena Corinthians.

## Storia
La stazione fu aperta al traffico il 1º ottobre 1988 come capolinea della linea 3 della metropolitana.